# Кавала (аеропорт)
Міжнародний аеропорт Кавала «Александр Великий» (грец. Κρατικός Αερολιμένας Καβάλας, "Μέγας Αλέξανδρος")(IATA: KVA, ICAO: LGKV) — аеропорт розташований у північній частині Греції, ном Кавала, Східна Македонія.
Аеропорт Кавала почав свою роботу в 1952, під управлінням грецьких військово-повітряних сил поблизу села Амігдалеонос. 12 жовтня 1981, його було перенесено на нове місце, де він працює сьогодні, біля міста Саршабан. Перенесення значно поліпшило обслуговування прилеглих островів Тасос і міста Ксанті, також обслуговує міста Кавала і Драма. Спочатку аеропорт використовувався тільки для внутрішніх рейсів.
16 грудня 1987, спільним рішенням Президії міністрів і міністру транспорту і комунікацій, було включено в міжнародні аеропорти країни. У 1992 році, за рішенням міністра транспорту, аеропорт було перейменовано в Міжнародний аеропорт Кавала "Олександр Великий".
На початку своєї роботи, інфраструктура аеропорту, включала тільки будівлі аеровокзалу (менші, ніж сьогоденні). Пізніше були побудовані контрольна вежа, пожежна станція тощо. У 1992, було проведено невелике розширення будівлі аеровокзалу, але незабаром стало зрозуміло, що цього було недостатньо.
Злітно-посадкова смуга була побудована, тих розмірів, що є наразі.  1998 році були проведені широкомасштабні роботи з будівництва нової інфраструктури.

## Авіакомпанії та напрямки, серпень 2019
| Авіакомпанія          | Пункт призначення                                                                             |
| --------------------- | --------------------------------------------------------------------------------------------- |
| Belavia               | Сезонний чартер: Мінськ                                                                       |
| Condor                | Сезонний: Дюссельдорф, Франкфурт, Ганновер, Мюнхен                                            |
| Eurowings             | Сезонний: Кельн/Бонн, Дюссельдорф, Мюнхен, Штутгарт, Відень                                   |
| Finnair               | Сезонний чартер: Гельсінкі (з 16 травня 2020)                                                 |
| Jet Time              | Сезонний чартер: Копенгаген (з 5 червня 2020)                                                 |
| Olympic Air           | Афіни                                                                                         |
| Ryanair               | Сезонний: Познань                                                                             |
| Scandinavian Airlines | Сезонний чартер: Гетеборг, Осло-Гардермуен, Стокгольм-Арланда                                 |
| SmartWings            | Сезонний чартер: Брно, Острава, Прага                                                         |
| SmartWings Polska     | Сезонний чартер: Катовіце, Варшава-Шопен                                                      |
| SmartWings Slovakia   | Сезонний чартер: Братислава                                                                   |
| Thomas Cook Airlines  | Сезонний: Лондон-Гатвік (завершення 27 вересня 2019),, Манчестер (завершення 27 вересня 2019) |
| Transavia             | Сезонний чартер: Амстердам                                                                    |
| TUI Airways           | Сезонний: Бірмінгем, Лондон-Гатвік, Манчестер                                                 |
| TUI fly Belgium       | Сезонний: Брюссель                                                                            |
| Tus Airways           | Сезонний чартер: Ларнака                                                                      |

## Галерея

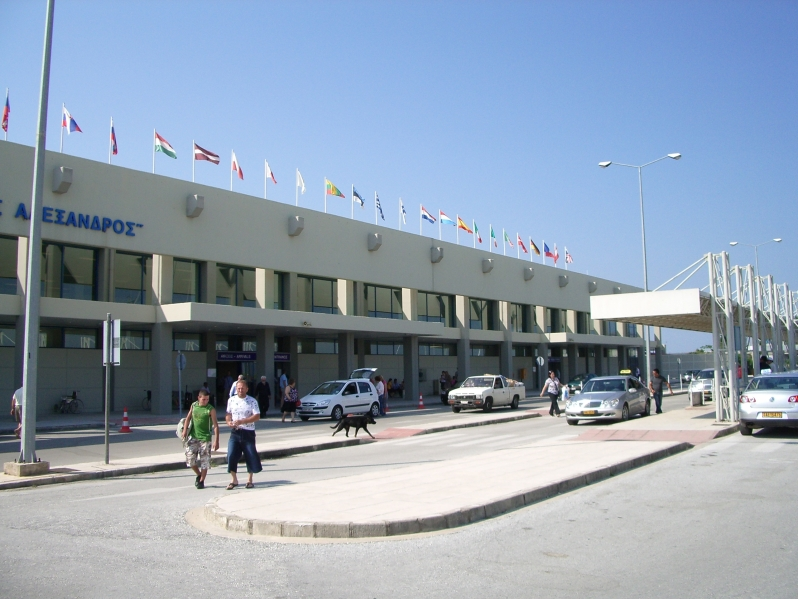
будівля терміналу
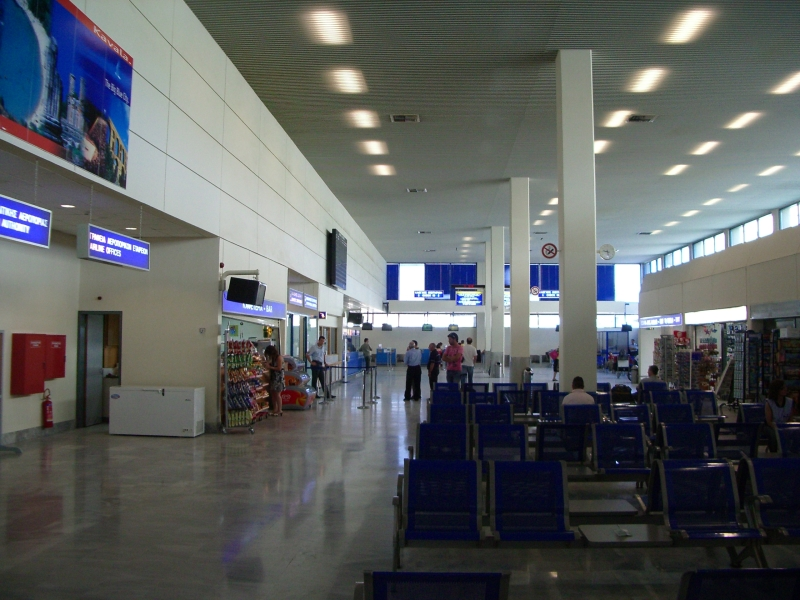
інтер'єр аеропорту
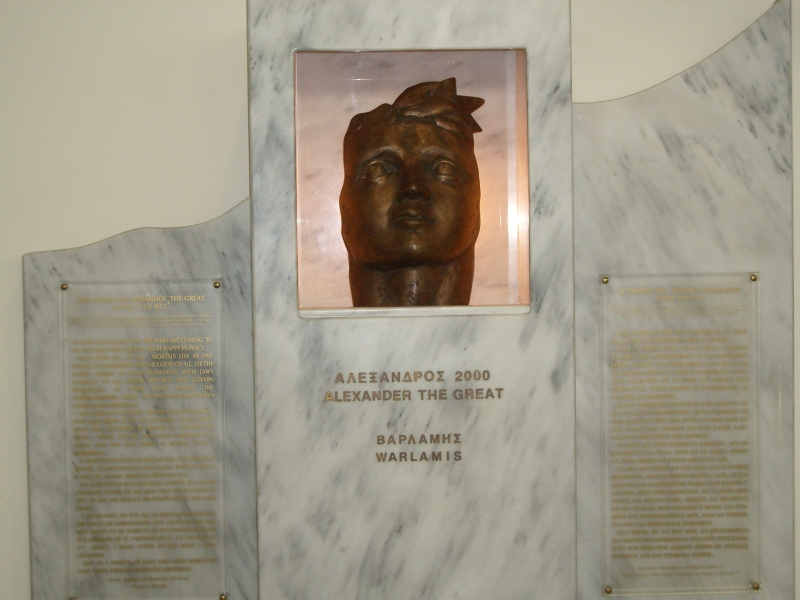
Бюст Олександра Великого